# Glomeridella minima
Glomeridella minima ist eine Art der zu den Doppelfüßern gehörenden Saftkugler und im östlichen Alpenraum verbreitet.

## Merkmale
Die Körperlänge beträgt 4–5 mm. In ihrem Habitus ähnelt die Art Glomeris-Arten. Die Rückenzeichnung besteht aus 3 hellen Fleckenreihen auf dunklem Grund.

## Verbreitung und Lebensraum
Die Art ist in den Ostalpen verbreitet, vor allem in Österreich. Im Südosten Deutschlands findet die Art ihre nordwestliche Verbreitungsgrenze und kommt hier im Landkreis Berchtesgadener Land und Landkreis Traunstein in Bayern vor. Die Art gilt in Deutschland als sehr selten, ist aber ungefährdet.
Lebensraum der Art sind Laubwälder und alpine Geröllhalden, wo sie häufig unter Steinen zu finden ist.

## Taxonomie
Die Art wurde 1884 von Robert Latzel unter dem Namen Glomeris minima erstbeschrieben. Weitere Synonyme lauten Latzelia minima (Latzel, 1884), Glomeridella minima var. bitaeniata Attems, 1899, Glomeridella germanica Verhoeff, 1912, Glomeridella germanica norica Verhoeff, 1915 und Glomeridella norica Verhoeff, 1915. Die einzige aktuell anerkannte Unterart ist Glomeridella minima bitaeniata (Attems, 1899).